# Сонце (геральдика)

Герб Подільського воєводства

Сонце — одна з фігур, яка часто використовується в геральдиці. Є негеральдичною фігурою і належить до природних фігур геральдики. Нерідко застосовується зображення висхідного або призахідного сонця. Сонце, поставлене у верхній правий кут означає сонце, що сходить; поставлене в лівий верхній кут — призахідне сонце. Полуденне сонце позиціюють в середині щита. Найчастіше диск сонця має риси людського обличчя.
Як правило, в геральдиці зображення сонця тинктуровано кольором металу — золота або срібла. Кількість променів може бути різною, але не більше 16. Промені бувають прямі і хвилеподібні, на деяких зображеннях вони чергуються. Якщо промені прямі, то це сонце — сяюче, якщо ж промені хвилеподібні, то це сонце — палаюче.
Під назвою Біле Сонце відоме сонце білого кольору з 12 променями на синьому тлі, що було гербом Китаю з 1911 по 1949. Починаючи з 1949 року, це зображення сонця залишилося на гербі і прапорі Тайваню. Зображення сонця знаходиться на державних прапорах Непала, Аргентини, Казахстана, Курдистана, Македонії, Уругваю, Малайзії, Філіппін, Японії, а також на прапорі Тибета. Крім цього, Сонце можна побачити на нинішніх і колишніх державних гербах ряду країн: Аргентини, Болівії, шахського Ірану, Ліберії, Малайзії, Малі, Непала, соціалістичної Румунії, Уругваю, Еквадора.
В Україні сонце є історичним символом історико-географічної області Поділля, у зв'язку з чим присутнє на гербах Хмельницької та Вінницької області, а також міст, які входять у цей регіон.

## Галерея

### Герби

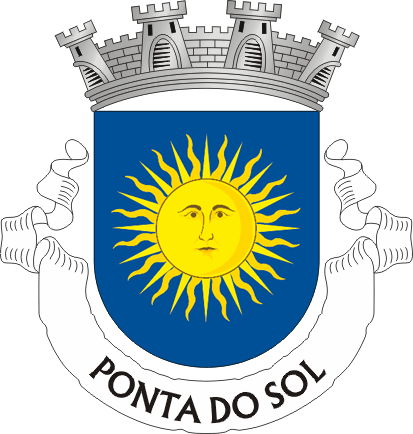
Понта-ду-Сол
Герб Кам'янця-Подільського
Герб Хмельницької області
Герб Вінницької області
Герб Черкаської області
Герб Житомирської області
Герб Автономної Республіки Крим
Прапор Донецької області
Герб Ладижина
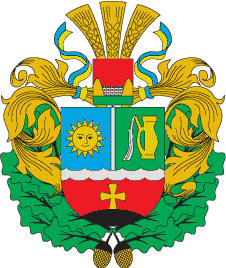
Герб Городоцького району (Хмельницька область)
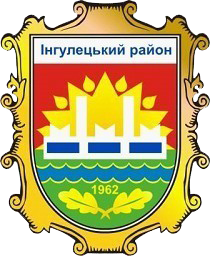
Герб Інгулецького району м. Кривий Ріг
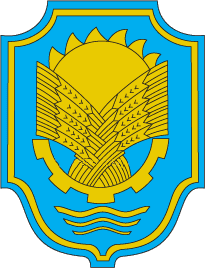
Герб Великоолександрівського району
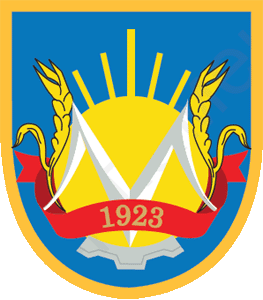
Герб Монастирищенського району
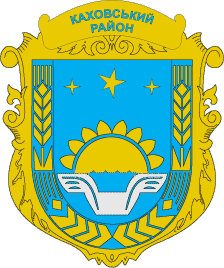
Герб Каховського району
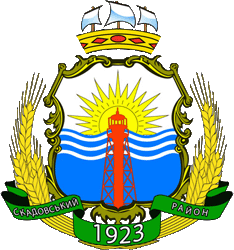
Герб Скадовського району
Герб Охтирського району
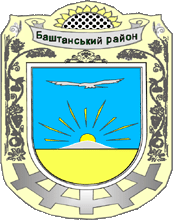
Герб Баштанського району
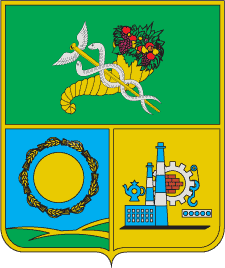
Герб Харківського району
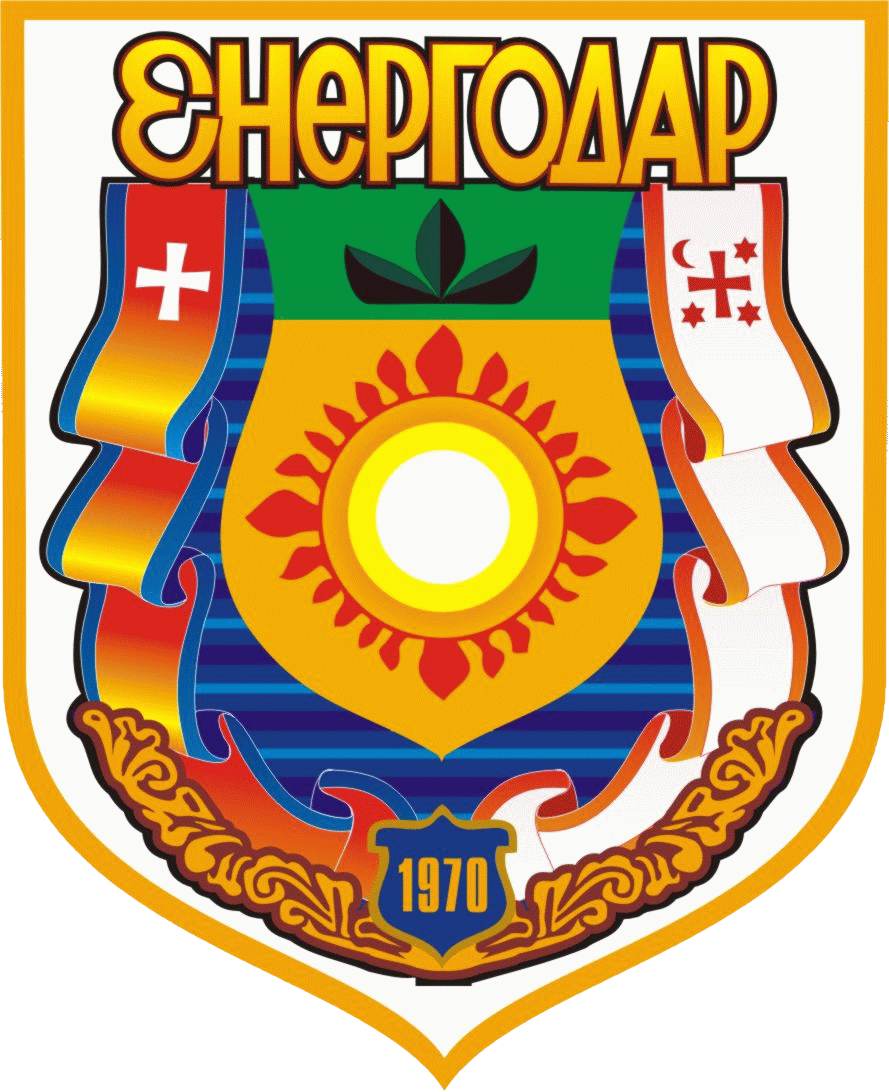
Герб Енергодара
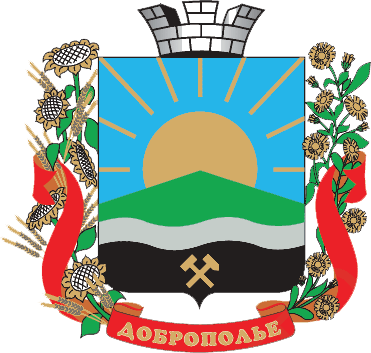
Герб Добропілля
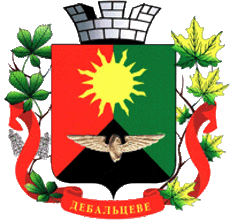
Герб Дебальцевого
Герб Киргизстану
Герб Латвії
Герб Кірибаті
Герб Тайваню

### Прапори

Прапор Аргентини
Прапор Уругваю
Прапор Перу 1822 року
Прапор Аргентинської конфедерації
Прапор Республіки Македонії
Прапор Македонії
Прапор Тайваню